# Antonio Arráiz
Antonio Arráiz (Barquisimeto, 27 de marzo de 1903 - Westport, Estados Unidos, 16 de septiembre de 1962) fue un poeta, novelista, cuentista y ensayista venezolano.

## Biografía
De 1912 a 1916 se educa en el Colegio Católico Alemán. En 1919, con dieciséis años, viaja a los Estados Unidos, donde quería cumplir su sueño de ser actor y aviador. En 1922 regresó a Venezuela, y comenzó a practicar varios deportes.
Participó en las protestas estudiantiles de 1928 contra la dictadura de Juan Vicente Gómez y en la Insurrección del 7 de abril de 1928, por lo que fue encarcelado en La Rotunda y en su ciudad natal (1928-1933). Desde prisión escribió el libro Los lunares de la Virreina. Se exilió en Ecuador y Colombia; regresó a Venezuela en abril de 1936.
Como poeta no se lo puede ligar ni a la llamada Generación del 28 ni a la Vanguardia de 1928, aunque estuvo más cercano a esta última. En 1924 había publicado Áspero, su primer poemario, considerado novedoso en su momento ya que rompió las tendencias literarias de la época, el Romanticismo y el Nativismo. Áspero, junto con Puros hombres (1938) y los cuentos de Tío Tigre y Tío Conejo (1945), su obra más leída. En 1932 se publicó en Argentina su poemario Parsimonia.
Es importante aclarar que, si bien los cuentos de Tío Tigre y Tío Conejo es su obra más popular, estas no son historias originales de su autoría, sino una recopilación de cuentos cuyo origen se remonta al folclore de las tribus africanas que fueron traídas como esclavos a las colonias. Estas tribus contaban historias de una liebre pícara, que vencía a un chacal usando su astucia. Estos personajes, con el paso de los años, fueron venezolanizados, convirtiéndolos en un tigre y un conejo, y sus historias fueron transmitidas de forma oral a través de las generaciones hasta ser recopiladas por Arráiz.
En 1935 es liberado, y comienza a trabajar el diario El Heraldo, de Barquisimeto. Es nuevamente apresado y desterrado, y vive en Ecuador y Colombia hasta su regreso en 1936 a Venezuela, con el gobierno de Eleazar López Contreras, donde ocupó varios cargos públicos, como secretario de la Gobernación del estado Carabobo y en la delegación venezolana ante la ONU.
En 1943 participa en la fundación del diario El Nacional, ocupando el cargo de director hasta 1948.
También se desempeñó como periodista en el diario Ahora y en la revista Élite, de la que fue jefe de redacción.
En 1948 se establece definitivamente en los Estados Unidos, exiliado tras el derrocamiento del gobierno de Rómulo Gallegos, donde finalmente fallece. En Estados Unidos trabajó en el departamento de publicaciones de las Naciones Unidas.
En 1966 el INCIBA (Instituto Nacional de Cultura y Bellas Artes) publicó su Suma Poética. Otras obras relevantes son: Dámaso Velásquez (1943), reeditado en 1956 con el título El mar es un potro. Todos iban desorientados (1951) y El diablo que perdió su alma (1954). Escribió también libros de texto, de historia y geografía venezolana, para la enseñanza en colegios primarios y secundarios.

## Obras

### Poesía
- Áspero (1924)
- Cinco sinfonías (1939)
- Suma Poética (1966, póstumo)

### Novelas
- Los lunares de la Virreina (1931)
- Puros hombres (1938)
- Dámaso Velásquez (1943)

### Cuentos
- Cuentos de Tío Tigre y Tío Conejo (1945)
  - La Cucarachita Martínez y el Ratón Pérez
- El diablo que perdió su alma (1954)

### Ensayos
- Este Congreso debe disolverse (1936)
- Culto bolivariano (1940)

## Premios
- 1931 Primer premio del concurso del diario La Prensa (Argentina), por Los lunares de la Virreina.[4]